# Йоранссон Арена
«Йоранссон Арена» (швед. Göransson Arena) — мультиспортивное сооружение в Сандвикене, Швеция. Сооружение предназначено для проведения матчей по хоккею с мячом. Арену для домашних игр использует команда по хоккею с мячом — Сандвикен АИК. Трибуны спортивного комплекса вмещают 5 000 зрителей. Открыта арена в 2009 году.
Инфраструктура: искусственный лёд, крыша.

## Информация
Адрес: Сандвикен, Årsundavägen, 8 (Sandviken)